# Chémery-Chéhéry
Chémery-Chéhéry ist eine französische Gemeinde mit 521 Einwohnern (Stand 1. Januar 2022) im Département Ardennes in der Region Grand Est. Sie gehört zum Kanton Vouziers und zum Arrondissement Sedan. 
Sie entstand mit Wirkung vom 1. Januar 2016 als Commune nouvelle durch die Zusammenlegung der früheren Gemeinden Chéhéry und Chémery-sur-Bar, die in der neuen Gemeinde den Status einer Commune déléguée einnehmen. Der Verwaltungssitz befindet sich im Ort Chémery-sur-Bar.

## Gliederung
| Ortsteil                          | ehemaliger INSEE-Code | Fläche (km²) | Einwohnerzahl zum 1. Januar 2022 |
| --------------------------------- | --------------------- | ------------ | -------------------------------- |
| Chémery-sur-Bar (Verwaltungssitz) | 08115                 | 22,87        | 410                              |
| Chéhéry                           | 08114                 | 4,92         | 111                              |

## Geographie
Die Gemeinde liegt und zwölf Kilometer südwestlich des Stadtzentrums von Sedan und wird vom Fluss Bar durchquert. Nachbargemeinden sind:
- Cheveuges im Norden,
- Noyers-Pont-Maugis und Bulson im Nordosten,
- Maisoncelle-et-Villers im Osten,
- Artaise-le-Vivier im Südosten,
- La Neuville-à-Maire im Süden,
- Vendresse im Westen und
- Omicourt und Saint-Aignan im Nordwesten.